# Lekkoatletyka na Letnich Igrzyskach Olimpijskich 1904 – bieg na 1500 metrów
Bieg na 1500 metrów podczas igrzysk olimpijskich w 1904 w Saint Louis rozegrano 3 września 1904 na stadionie Francis Field należącym do Washington University. Startowało 9 lekkoatletów z 3 państw. Rozegrano od razu finał.

## Rekordy
| Rekord świata     | 4:06,2 | Charles Bennett | Paryż (Francja) | 15 lipca 1900 |
| Rekord olimpijski | 4:06,2 | Charles Bennett | Paryż (Francja) | 15 lipca 1900 |

## Finał
| lp | Imię i nazwisko  | Wiek | Reprezentacja        | Czas   | Uwagi |
| -- | ---------------- | ---- | -------------------- | ------ | ----- |
| 1  | Jim Lightbody    | 22   | Stany Zjednoczone    | 4:05,4 | WR    |
| 2  | William Verner   | 21   | Stany Zjednoczone    | 4:06,8 |       |
| 3  | Lacey Hearn      | 23   | Stany Zjednoczone    | nn     |       |
| 4  | David Munson     | 20   | Stany Zjednoczone    | nn     |       |
| 5  | Johannes Runge   | 26   | Cesarstwo Niemieckie | nn     |       |
| 6  | Peter Deer       |      | Kanada               | nn     |       |
| 7  | Howard Valentine | 22   | Stany Zjednoczone    | nn     |       |
| 8  | Harvey Cohn      | 19   | Stany Zjednoczone    | nn     |       |
| 9  | Charles Bacon    | 19   | Stany Zjednoczone    | nn     |       |

Na początku prowadzili Cohn i Deer przed Vernerem. Na początku ostatniego okrążenia na pierwszym miejscu był Cohn przed Vernerem, Lightbodym i Munsonem. Na przedostatniej prostej Lightbody oderwał się od rywali i wygrał z przewagą 6 metrów. Jego czas był nieoficjalnym rekordem świata.